# Ewangeliczny Kościół Reformowany w Gdańsku
Ewangeliczny Kościół Reformowany w Gdańsku – zbór Ewangelicznego Kościoła Reformowanego działający w Gdańsku.

## Historia
Ewangeliczny Kościół Reformowany w Gdańsku istnieje od kwietnia 2005 roku kiedy to Paweł Bartosik jako misjonarz Ewangelicznego Kościoła Reformowanego we Wrocławiu został oddelegowany do służby zakładania zboru w tym mieście. Pierwsze nabożeństwo w Gdańsku odbyło się 10 Kwietnia 2005 roku.
EKR w Gdańsku wchodzi w skład istniejącej od 2004 roku Konfederacji Kościołów Reformowanych w Polsce. Od powstania zbór współpracuje z Communion of Reformed Evangelical Churches (CREC), międzynarodową wspólnotą, która zrzesza zbory odwołujące się do tradycji reformowanej na całym świecie, głównie w Stanach Zjednoczonych Ameryki Północnej, a także w Kanadzie, Europie i Azji.
Nabożeństwa odbywają się w każdą niedzielę o godzinie 11:00 przy ul. Jagiellońskiej 5A w Gdańsku.

## Pastor
- Paweł Bartosik (ur. 1977), ordynowany na pastora w 2007